# Rosario García-Montero
Rosario García-Montero Pinilla (Chicago, 24 de julio de 1973) es una guionista, cineasta, productora de cine y periodista peruana. Es considerada por la prensa cinematográfica como una de las mejores directoras de cine de una nueva camada que renueva el cine peruano.

## Biografía
Rosario García-Montero nació en Chicago, Estados Unidos. Posteriormente su familia regresó al Perú donde se graduó en Ciencias de la Comunicación en la Universidad de Lima en 1998. Sus inicios profesionales fueron como periodista en El Comercio y Canal N, y con varios cargos en Iguana Films. Fue en 2000 cuando se presentó al TOEFL (Test of English as a Foreign Language) y postuló al New School, y se fue a Nueva York. Con sus primeros cortos Locked, Perfidia, y sobre todo Are you feeling lonely?, ha participado en varios festivales y ganado diversos premios. En 2004 fue seleccionada por la revista Filmmaker como uno de los 25 nuevos rostros del cine independiente. Se graduó con un máster en Producción de Cine en 2005. 
Su ópera prima llegó en 2011, Las malas intenciones, se estrenó en la 61.er Berlinale 2011, y que, entre otros premios, ganó el Hubert Bals Fund del Festival Internacional de cine de Róterdam, el Premio Ibermedia 2008 y el premio Ventana Sur al mejor largometraje latinoamericano en la  26ª edición del Festival Internacional de Cine de Mar del Plata en Argentina.

## Filmografía

### Cortometrajes
- Atrapado - Cortometraje de ficción (2002)
- ¿Te estás sintiendo sola? - Cortometraje de ficción (2003)

### Largometrajes
- Las malas intenciones - Largometraje de ficción (2011)[12][13][14]
- El incidente de Lidia - Largometraje de ficción (TBA)[15][16]